# Pileostegia tomentella
Pileostegia tomentella är en hortensiaväxtart som beskrevs av Hand.-mazz. Pileostegia tomentella ingår i släktet Pileostegia och familjen hortensiaväxter. Inga underarter finns listade i Catalogue of Life.